# Eria curtisii
Eria curtisii är en orkidéart som beskrevs av Heinrich Gustav Reichenbach. Eria curtisii ingår i släktet Eria och familjen orkidéer. Inga underarter finns listade i Catalogue of Life.

## Bildgalleri

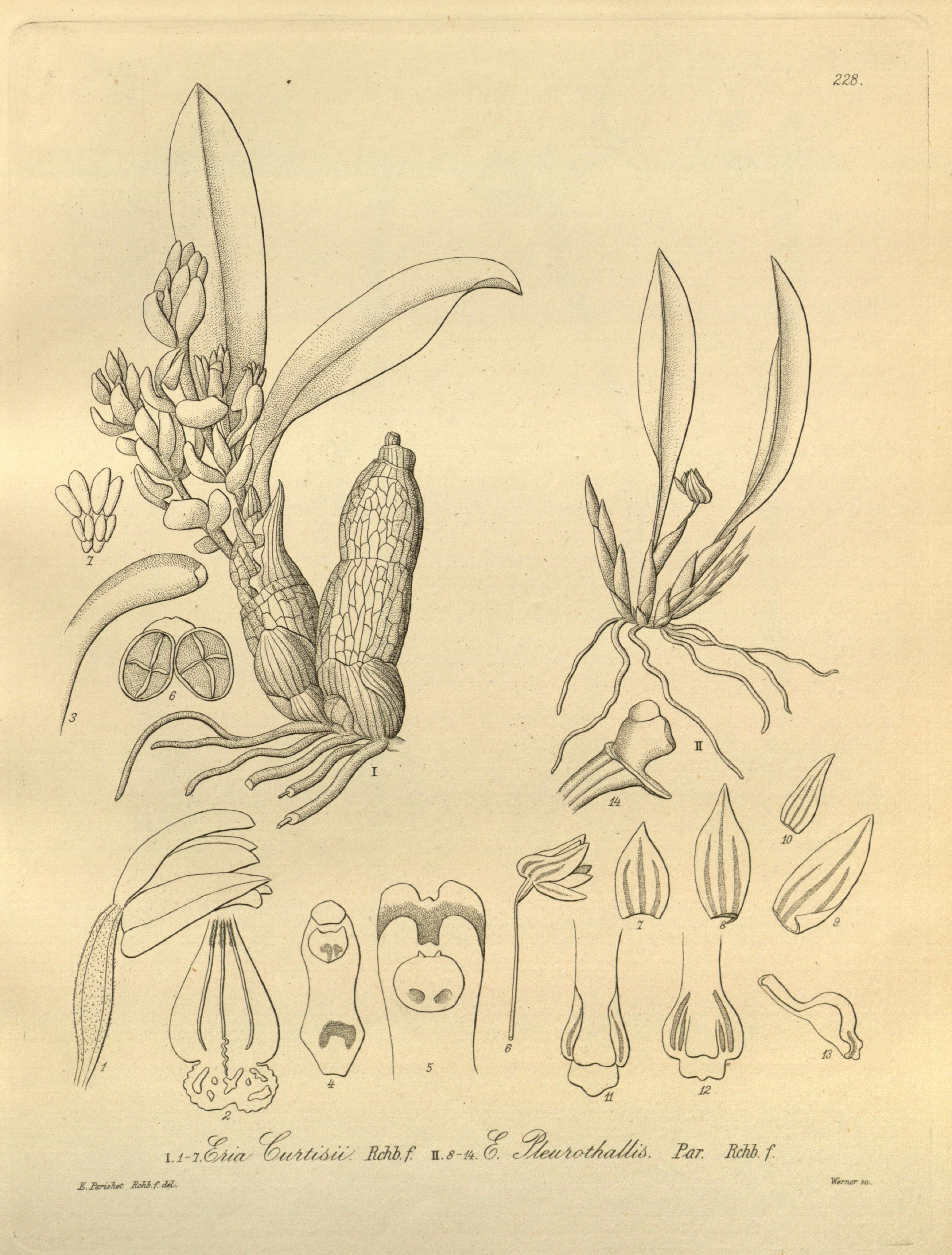